# Сэм Фелдт
Сэмми Будда Рендерс (нидерл. Sammy Boeddha Renders; род. 1 августа 1993 в Бокстеле Нидерланды) — нидерландский ди-джей и продюсер, более известен под псевдонимом Sam Feldt (Сэм Фелдт).

## Биография
В 2015 году Рендерс записывает сингл «Show Me Love» с участием Robin S. Песня стояла на 4-й позиции в чарте Британии и на 21-й в нидерландском Top 40. В Австралии композиция получила золотой статус. В Бельгии песня Feldt достигла 15-го места в чарте Billboard и Dance/Electronic Songs. В конце 2016 Sam Feldt выпустил сингл «Summer on You» совместно с дуэтом Lucas & Steve. Песню попала в постоянную ротацию голландских радиостанций. Сингл «Summer on You» получил платиновый статус в Нидерландах. В 2016 году Feldt попал в список самых популярных диджеев по версии журнала DJ Magazine.
Обозреватель Billboard дал положительный отзыв на песню Рендерса «Show Me Love». Сингл «The Devil’s Tears» стал одним из 10-ти популярных треков по версии журнала Spotify. 6 октября 2017 Feldt планирует выпуск дебютного альбома, записанного на лейбле Spinnin’ Records.

## Дискография

### Альбом
| Название | Релиз                                                                           |
| -------- | ------------------------------------------------------------------------------- |
| Sunrise  | - Выпущен: 6 октября 2017 - Лейбл: Spinnin' Records - Формат: Цифровая загрузка |

### Дебютный альбом
| Название     | Релиз                                                                      |
| ------------ | -------------------------------------------------------------------------- |
| Been a While | - Выпущен: 4 марта 2016 - Лейбл: Spinnin' Deep - Формат: Цифровая загрузка |

### Синглы
| Название                                                                  | Год  | Позиции в чарте | Позиции в чарте | Позиции в чарте | Позиции в чарте | Позиции в чарте | Позиции в чарте | Позиции в чарте | Позиции в чарте | Позиции в чарте | Позиции в чарте | Сертификации                                | Альбом       |
| Название                                                                  | Год  | NLD             | AUS             | AUT             | BEL             | DEN             | FRA             | GER             | SWE             | SWI             | UK              | Сертификации                                | Альбом       |
| ------------------------------------------------------------------------- | ---- | --------------- | --------------- | --------------- | --------------- | --------------- | --------------- | --------------- | --------------- | --------------- | --------------- | ------------------------------------------- | ------------ |
| «Bloesem» (При участии De Hofnar)                                         | 2014 | —               | —               | —               | —               | —               | —               | —               | —               | —               | —               |                                             | Вне альбома  |
| «Hot Skin» (При участии Kav Verhouser)                                    | 2014 | —               | —               | —               | —               | —               | —               | —               | —               | —               | —               |                                             | Вне альбома  |
| «Show Me Love» (Совместно с Kimberly Anne)                                | 2015 | 15              | 19              | 30              | 11              | 39              | 82              | 39              | 50              | 38              | 4               | - ARIA: Золото - BPI: Золото - BVMI: Золото | Вне альбома  |
| «Midnight Hearts» (При участии The Him & Angi3)                           | 2015 | —               | —               | —               | —               | —               | —               | —               | —               | —               | —               |                                             | Вне альбома  |
| «Drive You Home» (При участии The Him & The Donnies, The Amys)            | 2015 | —               | —               | —               | —               | —               | —               | —               | —               | —               | —               |                                             | Вне альбома  |
| «Been a While»                                                            | 2016 | —               | —               | —               | —               | —               | —               | —               | —               | —               | —               |                                             | Been a While |
| «Shadows of Love» (Совместно с Heidi Rojas)                               | 2016 | —               | —               | —               | —               | —               | —               | —               | —               | —               | —               |                                             | Вне альбома  |
| «Summer on You» (При участии Lucas & Steve & Wulf)                        | 2016 | 4               | —               | —               | —               | —               | —               | —               | 93              | —               | —               |                                             | Вне альбома  |
| «Runaways» (При участии Deepend & Teemu)                                  | 2016 | —               | —               | —               | —               | —               | —               | —               | 89              | —               | —               |                                             | Вне альбома  |
| «What About the Love»                                                     | 2016 | —               | —               | —               | —               | —               | —               | —               | —               | —               | —               |                                             | Вне альбома  |
| «Open Your Eyes» (При участии Hook n Sling)                               | 2017 | —               | —               | —               | —               | —               | —               | —               | —               | —               | —               |                                             | Вне альбома  |
| «Fade Away» (При участии Lush & Simon & Inna)                             | 2017 | —               | —               | —               | —               | —               | —               | —               | —               | —               | —               |                                             | Sunrise      |
| «Yes» (Совместно с Akon)                                                  | 2017 | —               | —               | —               | —               | —               | —               | —               | 86              | —               | —               |                                             | Sunrise      |
| «Be My Lover» (При участии Alex Schulz)                                   | 2017 | —               | —               | —               | —               | —               | —               | —               | —               | —               | —               |                                             | Sunrise      |
| «Wishing Well» (При участии Olivia Sebastianelli)                         | 2018 | —               | —               | —               | —               | —               | —               | —               | —               | —               | —               |                                             | Sunset       |
| «Down For Anything» (При участии MÖWE и KARRA)                            | 2018 | —               | —               | —               | —               | —               | —               | —               | —               | —               | —               |                                             |              |
| "Know You Better" (При участии LVNDSCAPE)                                 | 2018 | —               | —               | —               | —               | —               | —               | —               | —               | —               | —               |                                             |              |
| "Where's My Love" (При участии SYML)                                      | 2018 | —               | —               | —               | —               | —               | —               | —               | —               | —               | —               |                                             |              |
| "Just To Feel Alive" (При участии JRM)                                    | 2018 | —               | —               | —               | —               | —               | —               | —               | —               | —               | —               |                                             |              |
| "Qing Fei De Yi (情非得已)" (При участии Trouze и Derrick Hoh)            | 2018 | —               | —               | —               | —               | —               | —               | —               | —               | —               | —               |                                             |              |
| "Heaven (Don't Have A Name)" (При участии Jeremy Renner)                  | 2018 | —               | —               | —               | —               | —               | —               | —               | —               | —               | —               |                                             |              |
| "—" означает, что сингл не попал в чарт или не издавался в данной стране. |      |                 |                 |                 |                 |                 |                 |                 |                 |                 |                 |                                             |              |